# Madián (hijo de Abraham)

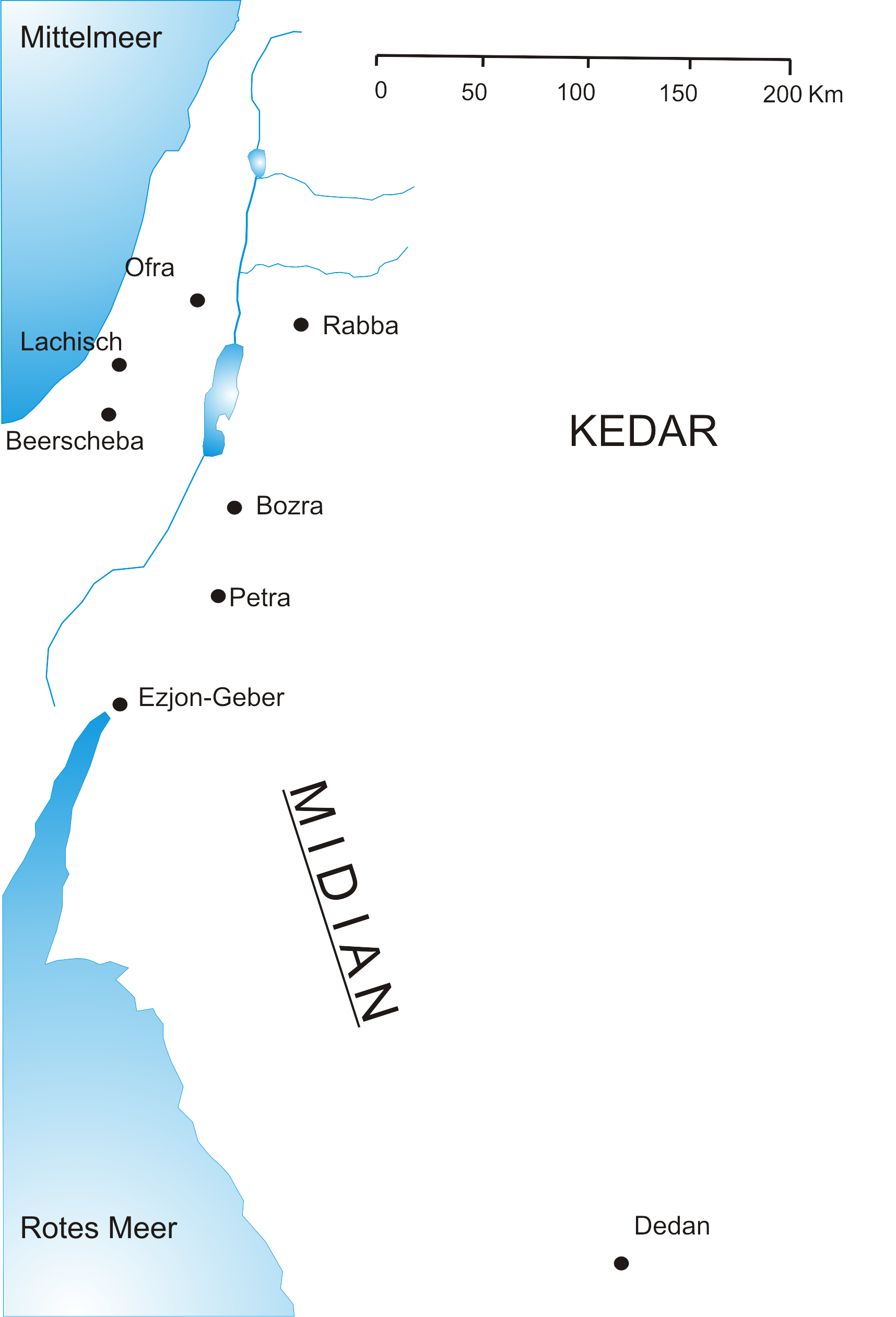
Mapa de Midian.

Madián (en hebreo מִדְיָן, "desacuerdo" o "juicio") es un personaje de la Biblia, el cuarto hijo de Abraham y su concubina Cetura, con la que se casó después de la muerte de Sara. Sus hermanos fueron Zimram, Jocsán, Medán, Isbac y Súa.
Sus descendientes, los madianitas, se establecieron al este del Jordán, entre el mar Muerto y la península del Sinaí, al sur. Moisés fue recibido por Jetró, sacerdote de esta tribu, después de huir de Egipto. Allí se casó con Séfora, hija de Jetró. Poco después, Dios se le reveló en el episodio de la zarza ardiente y le envió a liberar al pueblo de Israel de la esclavitud. 
Moisés ejerció la venganza contra los madianitas, pues sus mujeres habían seducido a los hijos de Israel haciéndoles adorar a los ídolos. En el Libro de los Jueces, Gedeón pone fin a los ataques de los madianitas contra los israelitas. 
Josefo registra que "Abraham se las ingenió para establecerlos en las colonias, tomaron posesión de Troglodytis y el país de la Arabia Feliz, y llegaron al mar Rojo".

## En el Corán
En el Corán Dios ha enviado a la tierra de Madián, al profeta Chu`ayb que a menudo es identificado con el Jetró de la Biblia. Los madianitas tenían la costumbre de estafar en el peso y la mercancía. y fueron castigados por un terremoto. Chu`ayb dio la orden de abandonar los ídolos por un Dios único. Al profeta de los madianitas, Chu`ayb se le apoda Abu Madian (" el padre, o el hombre de los madianitas").